# Zombina and the Skeletones
Zombina and the Skeletones és un grup anglès d'horror punk de Liverpool format l'any 1998 al voltant de la vocalista Zombina i el compositor Doc Horror.
El seu estil musical està orientat al rock, amb elements de garage punk, doo-wop i hard rock. A causa de llur passió per les pel·lícules de sèrie B i l'humor negre, la seva base de seguidors s'estén a les escenes rock gòtic, deathrock i psychobilly. La majoria de les seves lletres tracta temes de terror i ciència-ficció.

## Història
Zombina i Doc Horror es van conèixer a l'institut Calderstones School el 1998 i van fundar la banda anomenada The Deformed, que va publicar una maqueta titulada No Sleep 'Til Transylvania a principis de 1999. Aquesta cinta inclou cançons que més tard apareixeran als àlbums de Zombina and the Skeletones com «The Grave... And Beyond!», «Braindead» i «Leave My Brain Alone». Des dels primers anys de la seva formació, el grup va reconèixer la influència de Misfits i The Cramps.

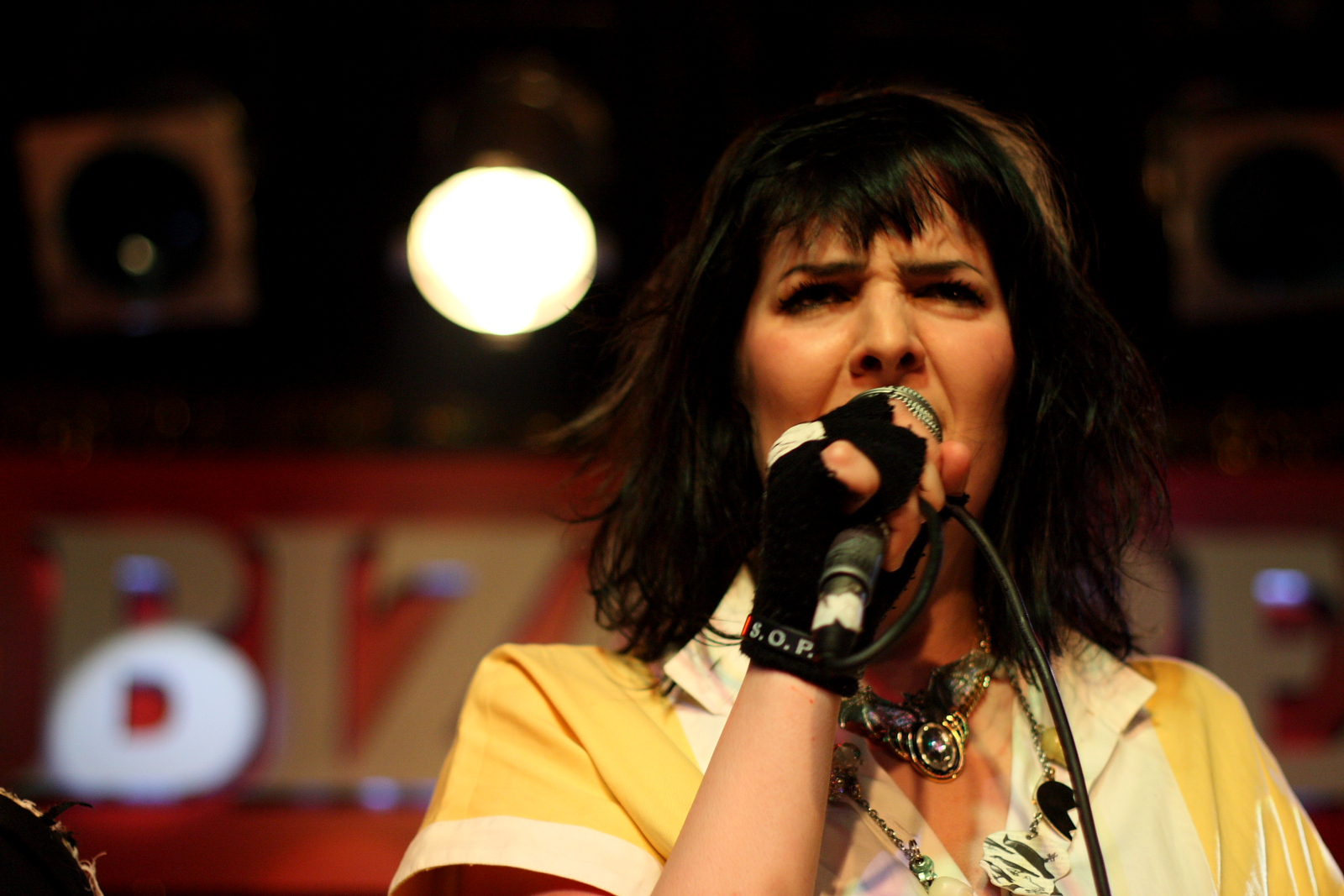
Zombina el 2009 a Londres

L'any 2005 Zombina and the Skeletones van ser una banda destacada al programa de Mark Radcliffe de la BBC Radio 2. També han girat pel Regne Unit amb grups com The Damned, Misfits i The Meteors. La cançó «Counting on your Suicide, de Mondo Zombina! (2005), va ser considerada pel periodista musical Mick Mercer com un dels «Trenta millors enregistraments gòtics de tots els temps».
Tota la formació de Zombina and the Skeletones va participar en l'àlbum Raised by Bats del cantant Aurelio Voltaire el 2014, fent-hi els cors a la cançó «Oh, My Goth!».

## Discografia

### Àlbums
- Taste the Blood of Zombina and the Skeletones (2002)
- Death Valley High (2006)
- Monsters On 45 (2006)
- Out of the Crypt and Into Your Heart (2008)
- Charnel House Rock (2014)[9]

### EP
- Loves Bites (2000)
- Halloween Hollerin'! (2003)
- 7 Song Promo EP (2004)
- 3 Songs vs. Your Brain (2006)
- A Chainsaw For Christmas (2006)
- Halloween Party Classics (2007)
- That Doll Just Tried To Kill Me (2012)
- In Sinistereo (Part One) (2015)
- In Sinistereo (Part Two) (2015)
- In Sinistereo (Part Three) (2016)
- In Sinistereo (Part Four) (2017)

### 7" EP trilogia
- I Was A Human Bomb For The F.B.I. (2004)
- Mondo Zombina! (2005)
- Staci Stasis (2005)

### Recopilacions
- The Eerie Years (comprèn els EP Love Bites i Silver Bullet)
- Get Thee Behind Me Santa (Puppy Dog Records 2002, inclou «Transylvanian Xmas»)
- Too Much Horror Business. A Tribute to a The Misfits (inclou «Misfits Medley»)